# الإسلام في النيجر
الإسلام دين الغالبية العظمى في النيجر، وتبلغ نسبتهم أكثر من 99.3%. على الرغم من أن وجود الإسلام يعود إلى أكثر من ألف عام إلا أنه لم يكتسب هيمنة على الديانات التقليدية إلا في القرن التاسع عشر وبداية القرن العشرين بسبب التأثير الشديد من المجتمعات المجاورة. أصبحت الطرق الصوفية المنظمة المهيمنة مثل الكثير في غرب إفريقيا. على الرغم من هذا فإن المجموعات المختلفة للإسلام يتعايشون في سلام مع بعضهم البعض وكذلك مع الأقليات من الديانات الأخرى. حكومة النيجر علمانية، ولكنها تدرك أهمية الإسلام للغالبية العظمى من مواطنيها.

## التركيبة السكانية
نحو 93% من المسلمين هم من أهل السنة والجماعة مع أغلبية مرتبطون بالطريقة التيجانية بينما 7% من الشيعة. ظهر التشيع في دولة النيجر بعد الثورة الإسلامية في إيران، ولكن التشيع كان ضعيفًا نوعًا ما، ولكن بعد إنتشار التشيع في دولة نيجيريا المجاورة بدأ التشيع بالإنتعاش. عدد كبير منهم ينتمي لقبائل هوساوه المرتبطة مع الشيعة في نيجيريا.
أتباع طريقتي الحملاية والسنوسية لهم تأثير كبير على سكان النيجر في أقصى الغرب والشمال الشرقي أثناء الاستعمار بينما بدأ التواجد الكثيف من نياسية والوهابية في السنوات الثلاثين الأخيرة. يوجد أتباع للجماعة الأحمدية التي بدأ نشاطها في البلاد عام 1956.

## التاريخ

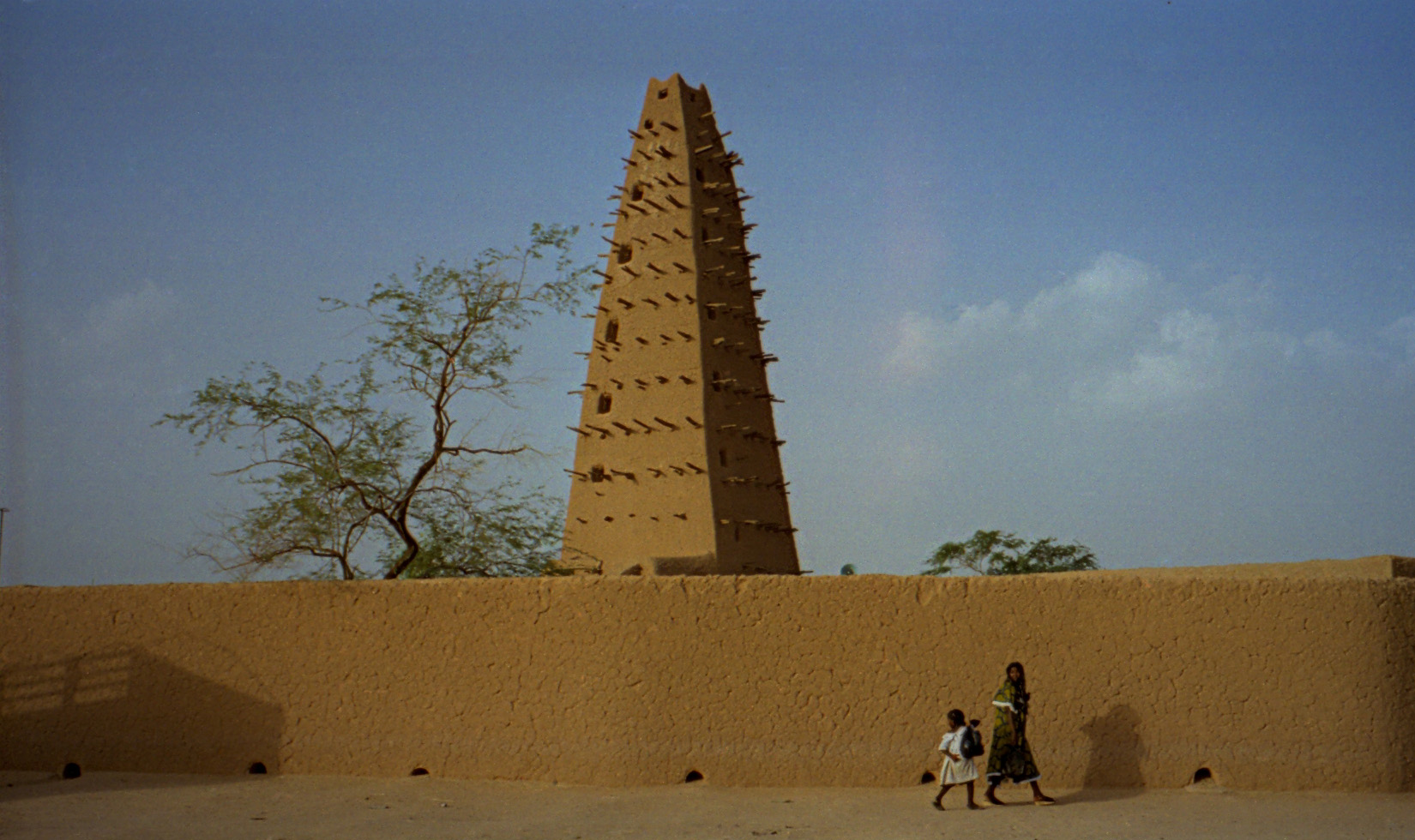
مسجد في أكاديز

إنتشر الإسلام في ما هو الآن النيجر في القرن الخامس عشر عن طريق التوسع في كل من سلطنة سونغاي في الغرب وتأثير التجارة عبر الصحراء المتجهة من المغرب العربي ومصر. إنتشرت الطوارق من الشمال وبلغت ذروتها في الإستيلاء على واحات الشرق الأقصى من الإمبراطورية الكانمية بولاية برنو في القرن 17. وقد تأثرت إلى حد كبير كل مناطق زارما والهوسا في القرن 18 و19 بالطريقة الصوفية فولا خصوصًا في خلافة صكتو (نيجيريا اليوم).
مدينة ساي الواقعة على نهر النيجر مركزًا للتعليم الديني الصوفي والمالكي التي جلبها رجال الدين الفولانيين في القرن الثامن عشر. على الرغم من أن الطريقة القادرية كانت المهيمنة في شمال وشرق النيجر في القرن 19 فضلًا عن تلك المناطق التي كانت تحت سيطرة خلافة صكتو إلا أن العقدين الأولين من القرن 20 شهد صعود التيجانية خصوصًا في غرب البلد. طريقة الهامالايا انتشرت من مالي في الشمال الغربي في العشرينات بينما استلهم الكثير من ثورة كاوسين للطوارق الطريقة السنوسية المتمركزة في ليبيا. وفي الآونة الأخيرة اكتسبت الطريقة الصوفية السنغالية النياسية أتباع ولا سيما في منطقة دوسو بينما يتم تمويل سلفيين عرب للعمل في التدريس في النيجر كما في إفريقيا من قبل الجماعات السعودية الدعوية. وفي منتصف السبعينيات تأسست الجامعة الإسلامية بالنيجر ومقرها الرئيسي في ساي.

## الإسلام المعاصر

### دعم الحكومة
الحكومة لا تمول مباشرة الدين ويفصل القانون ممارسة الشعائر الدينية، ولكن مولت العديد من البرامج الإسلامية مثل وزارة الإذاعة الإسلامية وتم منح 18,5 مليون دولار أمريكي في عام 1982 من أجل إنشاء جامعة إسلامية في النيجر في ساي علمًا بأنها ممولة جزئيًا من خلال تبرعات من العالم العربي.
الحكومة إعتمدت ثلاثة أعياد إسلامية أعيادًا وطنية فضلًا عن إثنين من أعياد النصارى.

### صراع التسعينات
في التسعينات ظهر هناك تحريض على خطوة أسلمة القوانين أو حتى إعلان الجمهورية الإسلامية ونسبت إلى عناصر إسلامية من الهوسا المتواجدين عبر الحدود في نيجيريا. حركة إزالة التي يقع مقرها في مدينة مارادي الجنوبية الممولة من رجال دين في مدينة جوس بنيجيريا دفعت لمزيد من الإنضمام إلى تفسيرهم للقانون الإسلامي وتطبيق تلك التفسيرات الإسلامية على ممارسو الأديان الأخرى. زادت التوترات بين هذه المجموعات خلال عدم الإستقرار السياسي في نهاية الجمهورية الثالثة (1993-1996)، ويعزى أيضًا إلى تحركات السكان في المناطق الريفية بسبب نقص الغذاء والمشاركة السياسية من جماعات نيجيرية وحكومة النيجر العسكرية التي إستولت على السلطة بين عامي 1996-1999. التوتر بلغ ذروته في سلسلة من أعمال الشغب في نوفمبر 2000 إعتراضًا على عروض الأزياء المقامة في نيامي والتي تعتبر غير أخلاقية مما أدى إلى العنف في نيامي ومارادي مركز الجماعات الأصولية المتشددة، وأدى إلى إنتشار الهجمات على الحكومة والمبشرين المسيحيين. كانت حكومة النيجر في إيطار كل من الجمهورية الثالثة والجمهورية الخامسة الحالية سريعة وقاسية في قمع الجماعات المشتبه في تعزيز التعصب الديني وحظر عدد من قادة الجماعات الدينية وحبسهم. النيجر تحافظ على مكانتها بإعتبارها دولة علمانية المنصوص عليها في دستور الجمهورية الخامسة.

### التسامح
كانت هذه الأحداث ينظر إليها إستثناء من القاعدة حيث أن العلاقات بين الأديان تعتبر جيدة جدًا وأشكال الإسلام الذي يمارس عادة في معظم البلاد تميز بالتسامح مع الأديان الأخرى وعدم وجود قيود على الحرية الشخصية. الطلاق وتعدد الزوجات ليسا ملحوظين، والنساء لسن منعزلات والحجاب ليس إلزامي وهو نادر في المناطق الحضرية.

## المعتقدات
على الرغم من التاريخ الطويل في ما يعرف اليوم بالنيجر إلا أن الإسلام لم يصبح الدين السائد للكثير من المناطق الريفية حتى القرن 20. إستمر بعض الناس في الممارسة التقليدية للمعتقدات بينما توجد مجموعات كبيرة مسلمين بالإسم. المسلمون الملتزمون ينتمون إلى مجموعات عرقية وهي السونغاي، الكانوري والهوسا.